# Kinburn
Kinburn, Kin-Burun o Kinburun (ucraniano y ruso Кінбурн Kinburn, turco Kılburun) es un cabo junto a la desembocadura del Dniéper en la costa del mar Negro, en la provincia de Nicolaiev de Ucrania. El nombre turco le fue dado por los otomanos porque se asemejaba a un cabello (kıl) por lo afilado de su punta. Estaba a 3 km de la fortaleza de Ochákov y en su punta se levantó un fuerte. Del lado norte hay un estuario de 40 km de largo y 8 o 10 de ancho (bahía de Jersón) y en sus bordes diversos lagos salados.
El fuerte fue importante a partir del siglo XVII; cuando los cosacos amenazaron el litoral del mar Negro, se construyó el fuerte con guarnición de 193 hombres y que en combinación con Özi defendía el estuario. Los rusos ocuparon la fortaleza en la guerra de 1736-1738 pero la restituyeron al final, desmantelada. Otra vez la ocuparon en 1772 en la guerra de 1768 a 1774 y en esta ocasión quedó en su poder con el tratado de Küçük Kaynarca. En la guerra ruso-turca de 1787–1792 los turcos la atacaron sin éxito. El 17 de enero de 1855, fue ocupada por tropas francesas (guerra de Crimea); los rusos la arrasaron en 1860. Con el tiempo se formó un pueblo de pescadores.